# Bertil Lagerås

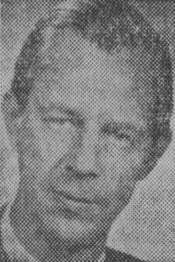
Bertil Lagerås

Lars Bertil Lagerås, född 28 oktober 1918 i Kristianstad, död 24 januari 1989 i Simrishamn, var en svensk arkitekt. Han var bror till Gunnar Lagerås.
Lagerås, som var son till köpman Sven Larsson och Elisabeth Håkansson. 1936 tog han militär anställning på Ing 1. Han deltog som frivillig medaljerades i Finska vinterkriget. Han avlade studentexamen vid Arméns underofficerskola 1944, officersexamen 1945 och utexaminerades från Chalmers tekniska högskola 1951. Han blev arkitekt vid länsarkitektkontoret i Kristianstad 1950, byrådirektör vid Bostadsstyrelsen i Stockholm 1954, stads- och distriktsarkitekt i Kramfors 1956 och var chef för Svenska riksbyggens arkitektkontor i Malmö från 1958. Han var kapten i ingenjörtruppernas reserv från 1959 och ordförande i Arkitektföreningen för södra Sverige från 1965. Han var ordförande i Chalmers studentkår och Göteborgs förenade studentkårer 1949 samt styrelseledamot i Sveriges Förenade Studentkårer 1949. Lagerås är gravsatt i Simrishamns minneslund.